# Lise Simms
Elisabeth Caroline Simms (* 17. März 1963 oder 1967 in Süd-Colorado) ist eine US-amerikanische Schauspielerin, Sängerin und Tänzerin.

## Leben
Simms ist bekannt für ihre Rolle Barbara Diffy in der Fernsehserie Phil aus der Zukunft (2004–2006). Sie hatte etliche weitere Auftritte in Fernsehserien wie etwa als Kathy Baker in Sunset Beach (1997–1998) und als Connie Wayne in Schatten der Leidenschaft (1998–2005).
Filme, in denen sie spielte, sind unter anderem Rockford: Falsche Freunde (1996), The Dentist (1996), Im Zeichen der Libelle (2002) und Snow Buddies – Abenteuer in Alaska (2008).
Sie war bis zu dessen Tod mit dem Schauspieler Terry Rhoads verheiratet.

## Filmografie

### Filme
- 1992: Perry Mason und die tödliche Hochzeit (Perry Mason: The Case of the Heartbroken Bride, Fernsehfilm)
- 1996: Rockford: Falsche Freunde (The Rockford Files: Friends and Foul Play, Fernsehfilm)
- 1996: The Dentist
- 1999: The Omega Code
- 2002: Im Zeichen der Libelle (Dragonfly)
- 2008: Snow Buddies – Abenteuer in Alaska (Snow Buddies)

### Fernsehserien
- 1995: Love & War (eine Folge)
- 1995: MADtv (eine Folge)
- 1995: Ellen (eine Folge)
- 1996: Maybe This Time (eine Folge)
- 1996: Ein Strauß Töchter (Sisters, eine Folge)
- 1997: Hinterm Mond gleich links (3rd Rock from the Sun, eine Folge)
- 1997: Star Trek: Raumschiff Voyager (Star Trek: Voyager, eine Folge)
- 1997: Party of Five (eine Folge)
- 1997: The Parent ’Hood (eine Folge)
- 1997–1998: Sunset Beach
- 1998: Pretender (eine Folge)
- 1998–2005: Schatten der Leidenschaft (The Young and the Restless)
- 1999: Friends (eine Folge)
- 1999: Providence (eine Folge)
- 2000: Ladies Man (eine Folge)
- 2000: Opposite Sex (eine Folge)
- 2000: The Geena Davis Show (eine Folge)
- 2001: Nikki (eine Folge)
- 2002: What’s Up, Dad? (My Wife and Kids, 2 Folgen)
- 2002: Birds of Prey (eine Folge)
- 2003: Polizeibericht Los Angeles (Dragnet, eine Folge)
- 2004: Quintuplets (eine Folge)
- 2004–2006: Phil aus der Zukunft (Phil of the Future, 43 Folgen)
- 2006: Emergency Room – Die Notaufnahme (ER, eine Folge)
- 2006: Night Stalker (eine Folge)
- 2007: Desperate Spaces
- 2008: iCarly (eine Folge)
- 2008–2012: Zeit der Sehnsucht (Days of Our Lives)
- 2009: 90210 (eine Folge)
- 2009: Taras Welten (United States of Tara, eine Folge)
- 2010: The Middle (eine Folge)
- 2011: Law & Order: LA (eine Folge)
- 2012: Switched at Birth (eine Folge)
- 2013: Bones – Die Knochenjägerin (Bones, eine Folge)
- 2015: Grey’s Anatomy (eine Folge)
- 2015: The Odd Couple (eine Folge)
- 2015: Castle (Folge 8x04)
- 2018: Navy CIS (eine Folge)
- 2021: Side Hustle (eine Folge)

### Videospiel
- 2001: Star Trek: Away Team